# Roßla
Roßla is een plaats en voormalige gemeente in de Duitse deelstaat Saksen-Anhalt, en maakt deel uit van de Landkreis Mansfeld-Südharz.
Roßla telt 2.331 inwoners.

## Geschiedenis
Zie graafschap Stolberg-Roßla.

## Geboren
- Wilhelm von Biela (1782-1856), legerofficier en amateur-astronoom